# Station Noyelles
Station Noyelles is een spoorwegstation in de Franse gemeente Noyelles-sur-Mer.